# Lucas Otávio
Lucas Otávio Veiga Lopes (Bandeirantes, 1994. október 9. –) brazil labdarúgó, jelenleg a Paraná Clube csapatánál szerepel  középpályásként kölcsönben a Santos FC-től.

## Pályafutása
Pályafutását szülővárosában a Bandeirantes Esporte Clube csapatánál kezdte, majd 2006-ban a Santos FC klubjába került, miután egy Peixe elleni mérkőzésen remek teljesítménnyel hívta fel magára a figyelmet. 2012 áprilisában alá írt egy hároméves profi szerződést. 2013 júliusában került fel az első csapatba. Július 24-én debütált a Clube Recreativo e Atlético Catalano ellen a Brazil labdarúgókupában 2-1-ra megnyert mérkőzésen.